# 軒轅劍
軒轅劍是中國古代传说中的一把名劍，相傳由黃帝所鑄。

## 歷史與考究
「軒轅劍」一詞見於明李承勛《名劍記》，紀載黃帝以銅為原料鑄造出了此劍。

## 流行文化
- 《軒轅劍》系列是台灣遊戲公司：大宇資訊股份有限公司出品之「軒轅劍」系列遊戲中所描繪的「上古十大神器」之一（鐘劍斧壺塔，琴鼎印鏡石），並封之為「最強力量」。劍名軒轅取自中國遠古傳說中黃帝的名字。它代表了最強大的力量。根據軒轅劍系列遊戲製作小組：DOMO小組發行的官方資料記載，軒轅劍是黃帝為了封印蚩尤，聽取崑崙山眾仙的意見，採取精鐵上萬斤，黃銅五千斤，以及各種珠寶，化煉而成。而在軒轅劍單機遊戲系列作之第八款：《軒轅劍伍》中，DOMO小組描述軒轅劍原本乃是天界之劍，由崑崙山下凡之天女魃借給黃帝，以助其對抗蚩尤，不幸中途卻斷裂，最後由黃帝重新採取人間精鐵，藉由天女之力產生強大高熱，將其再次修鑄而成，最後並以黃帝姬軒轅之名來命名。

## 註記
1. ↑  《名劍記》中的《廣黃帝東行紀》應為誤植，原書名為《廣黃帝本行紀》；《廣黃帝本行紀》的內文相關紀載為：「帝所鑄劍鏡鼎器，皆以天文古字題銘其上，或有秘讖之詞焉。（略）五百年後，喬山墓崩，空室，惟劍與赤舄在。一旦亦失去。」[2]